# 셰인 바워스 (야구인)
셰인 패트릭 바워스(Shane patrick Bowers, 1971년 7월 27일 ~ )는 미국의 전 야구 선수이다. 1997년에 메이저 리그 베이스볼 미네소타 트윈스소속으로 데뷔했으며 NPB 요코하마 DeNA 베이스타스와 KBO 리그 현대 유니콘스에서 선수생활을 했다.

## 아마추어 시절
캘리포니아주 글렌도라에서 태어난 바워스는 로스앤젤레스군 코비나에 위치한 차터 오크 고등학교에 다녔다. 고등학교 시절에는 야구와 농구를 동시에 했지만 로욜라 메리마운트 대학교 입학후에는 야구만 했다.

## 미국 프로야구 시절
1993년 메이저 리그 드래프트에서 21라운드에 지명되어 미네소타 트윈스에 입단했다. 입단 후 4년동안 트윈스 산하 4개의 마이너리그 팀에서 활동을 했다. 1997년에 AA 뉴 브리튼 록 캣츠에서 두달동안 7승 2패 방어율 3.41을 기록했고 이후 미네소타 트윈스 산하 AAA 솔트레이크 비스에 합류했다. 솔트레이크 비스에서도 6승 0패를 기록하며 좋은 모습을 보야주자, 메이저리그로 콜업되었다. 7월 26일에 볼티모어 오리온스 상대로 메이저리그 무대에 데뷔해 5.2이닝동안 1실점을 기록했다. 이 해에 메이저리그 무대에서 총 5경기 등판해 0승 3패 방어율 8.05를 기록했다. 98년부터 다시 솔트레이크 비스에서 선수생활을 했다. 당시 팔이 골절되는 상황속에서 선발과 구원 가리지 않고 등판했다.

## 일본 프로야구 시절
2001년에 일본 프로 야구 요코하마 DeNA 베이스타스에 입단했다. 총 26경기 등판해 3승 13패 방어율 4.39를 기록했다. 2002년 8월 8일에는 일본 프로 야구 데뷔 이후 첫 완봉승을 기록했고, 21일 경기에서도 9이닝 무실점을 기록했지만 연장 10회에 2실점을 기록하며 패배했다. 총 24경기 등판해 4승 8패 방어율 3.77을 기록했다.

## 한국 프로야구 시절

### 현대 유니콘스시절
요코하마와 계약에 실패한 바워스는 2003년 한국프로야구 현대 유니콘스와 계약했다. 4월 6일 수원야구장 롯데전에 첫 등판해 7이닝 5피안타 2삼진 1볼넷 1실점을 기록하며 승리투수를 달성했다. 이후 16번째 경기인 6월 24일 기아전에서 6이닝 5안타 2실점을 기록하며 리그 첫 10승을 달성했다. 2003년 한국프로야구 올스타전에 감독 추천 선수로 뽑히기도 했지만 어깨 부상으로 참가하지 못하고 같은 팀 투수 김수경이 대신하여 나갔다.  8월 21일 두산전에 등판해  7이닝 5피안타 7삼진을 잡으며 후반기 첫 승리를 달성했으나, 9월 3일 SK전 이후 어깨 건초염으로 경기에 나서지 못했다. 10월 18일 SK 와이번스와의 한국시리즈 2차전에 선발등판했으나 졌고 이후 어깨 건초염이 재발해 선발에서 제외되었다. 볼펜에서 대기하겠다고 했지만 부상이 심해 나오지는 못했다. 현대 유니콘스가 7차전까지 가는 접전끝에 승리하며 3번째 우승을 달성해 우승반지를 얻었다. 이 해에 방어율 3.01을 기록하며 평균자책점상을 수상했으며 골든글러브 후보자에 명단에 포함되기도 했다.

## 미국 프로야구 복귀
2004년에 다시 마이너 리그 생활을 했지만 메이저 리그에 올라가지 못한체 은퇴했다.

## 은퇴 후
은퇴후 경찰관 시험을 준비했고 합격해 경찰이 되었다.

## 통산 기록
| 연도           | 팀명           | 평균자책점 | 경기 | 완투 | 완봉 | 승 | 패 | 세 | 홀 | 승률 | 타자 | 이닝  | 피안타 | 피홈런 | 볼넷 | 사구 | 탈삼진 | 실점 | 자책점 |
| -------------- | -------------- | ---------- | ---- | ---- | ---- | -- | -- | -- | -- | ---- | ---- | ----- | ------ | ------ | ---- | ---- | ------ | ---- | ------ |
| 1997           | MIN            | 8.05       | 5    | 0    | 0    | 0  | 3  | 0  | 0  | .000 | 92   | 19.0  | 27     | 2      | 8    | 1    | 7      | 20   | 17     |
| 2001           | 요코하마       | 4.39       | 26   | 0    | 0    | 3  | 13 | 0  | 0  | .188 | 548  | 127.0 | 129    | 9      | 48   | 4    | 95     | 65   | 62     |
| 2002           | 요코하마       | 3.77       | 24   | 2    | 1    | 4  | 8  | 0  | 0  | .333 | 563  | 131.1 | 130    | 17     | 41   | 3    | 90     | 59   | 55     |
| 2003           | 현대           | 3.01       | 24   | 0    | 0    | 13 | 4  | 1  | 1  | .765 | 601  | 143.2 | 145    | 12     | 46   | 9    | 85     | 58   | 48     |
| MLB 통산 : 1년 | MLB 통산 : 1년 | 8.05       | 5    | 0    | 0    | 0  | 3  | 0  | 0  | .000 | 92   | 19.0  | 27     | 2      | 8    | 1    | 7      | 20   | 17     |
| NPB 통산 : 2년 | NPB 통산 : 2년 | 4.08       | 50   | 2    | 1    | 7  | 21 | 0  | 0  | .250 | 1111 | 258.1 | 259    | 26     | 89   | 7    | 185    | 124  | 117    |
| KBO 통산 : 1년 | KBO 통산 : 1년 | 3.01       | 24   | 0    | 0    | 13 | 4  | 1  | 1  | .765 | 601  | 143.2 | 145    | 12     | 46   | 9    | 85     | 58   | 48     |

- 시즌 기록 중 굵은 글씨는 해당 시즌 최고 기록